# Deportivo Teziutlán
Deportivo Teziutlán ist ein mexikanischer Fußballverein aus Teziutlán im Bundesstaat Puebla.

## Geschichte
Aufgrund der dürftigen Quellen ist nicht zweifelsfrei ermittelbar, wann der Verein ursprünglich gegründet wurde. Seine Fußballmannschaft stieg zur Saison 1982/83 in die seinerzeit bereits viertklassige Tercera División ein, in der sie die nächsten vier Jahre bis einschließlich zur Saison 1985/86 verbrachte. 
Nachdem der Verein 1986 die Lizenz zur Teilnahme an der drittklassigen Segunda División 'B' erworben hatte, gehörte seine Fußballmannschaft dieser Liga für die nächsten vier Spielzeiten von 1986/87 bis 1989/90 an. In den Spielzeiten 1986/87 und 1987/88 gelang der Mannschaft zweimal in Folge der Gruppensieg in der Vorrunde und somit die Qualifikation für die Meisterschaftsendrunde, die jedoch in beiden Fällen nicht überstanden werden konnte. 
Am Ende der Saison 1989/90 beendete der Verein seinen Ausflug in den bezahlten Fußball und verkaufte seine Lizenz an den Orizaba FC, der sich in der Saison 1988/89 vorübergehend zurückgezogen hatte. Damit war der die Epoche des bezahlten Fußballs in Teziutlán beendet. 
Erst im September 2021 wurde der Verein wiederbelebt, um einen Startplatz in der United Premier Soccer League (UPSL) zu erhalten, in der der Verein seit der Saison 2021/22 vertreten ist.

## Bildergalerie
- Vereinslogo auf der Facebook-Seite des Deportivo Teziutlán FC
- Heim-/Auswärts- und Torwarttrikot auf der Facebook-Seite des Deportivo Teziutlán FC
- Publikum bei einem Heimspiel auf der Facebook-Seite des Deportivo Teziutlán FC